# Жанатурмыс (Рыскуловский район)
Жанатурмыс (каз. Жаңатұрмыс) — село в Рыскуловском районе Жамбылской области Казахстана. Административный центр и единственный населённый пункт Жанатурмысского сельского округа. Код КАТО — 315034100.

## Население
В 1999 году население села составляло 2310 человек (1151 мужчина и 1159 женщин). По данным переписи 2009 года, в селе проживало 2446 человек (1218 мужчин и 1228 женщин).